# Redenzione (film 1919)
Redenzione è un film muto italiano del 1919, diretto dal regista Carmine Gallone.